# 名取市議会
名取市議会（なとりしぎかい）は、宮城県名取市の地方議会である。

## 概要
- 定数：21人
- 任期：4年。議会解散が実施されれば任期満了前であっても議員任期は終了する。
- 前回選挙：2024年（令和6年）1月21日投開票[1]

- 選挙区：市全体を1選挙区とする大選挙区制（単記非移譲式）
- 所在地：宮城県名取市増田字柳田80
- 主な役割：審議、議決、一般質問、代表質問、同意、市政のチェック、請願や陳情の審査、意見書の提出、調査研究、充て職、行政行事出席等

### 委員会
- 議会運営委員会

#### 常任委員会
- 総務消防常任委員会
- 建設経済常任委員会
- 民生教育常任委員会
- 財務常任委員会

#### 特別委員会
- 議会広報特別委員会

### 定例会
- 3月、6月、9月、12月

### 事務局
- 議会事務局

## 会派
| 会派名           | 議員数 | 所属党派       | 議員名（◎は会長）                                                      | 女性議員数 |
| ---------------- | ------ | -------------- | ---------------------------------------------------------------------- | ---------- |
| 公明名取         | 3      | 公明党         | 菊地忍、阿部正義、菅原和子                                             | 1          |
| 名和会           | 4      | 無所属         | 吉田良、板橋美保、大友康信、郷内良治                                   | 1          |
| 日本共産党議員団 | 2      | 日本共産党     | 小野寺美穂、笹森波                                                     | 2          |
| 青雲倶楽部       | 7      | 無所属         | 山田龍太郎、佐藤繁樹、鈴木英信、寺嶋雅子、二階堂充、熊谷克彦、大泉徳子 | 2          |
| 市民クラブ       | 3      | 無所属         | 大久保主計、千葉栄幸、長南良彦                                         | 3          |
| 名取医療福祉会   | 1      | 日本薬剤師協会 | 佐藤さやか                                                             | 1          |
| 名取維新         | 1      | 日本維新の会   | 今野慎介                                                               | 0          |
| 計               | 21     |                |                                                                        | 10         |

（令和6年2月1日現在）

## 議員報酬等
| 役職   | 議員報酬        | 政務活動費     |
| ------ | --------------- | -------------- |
| 議長   | 月額 50万4000円 | 月額 1万2000円 |
| 副議長 | 月額 42万0000円 | 月額 1万2000円 |
| 議員   | 月額 39万5000円 | 月額 1万2000円 |

- 別途、年2回期末手当あり
- 政務活動費の残金は市に返還する義務がある
- 議員年金は2011年（平成23年）6月1日で廃止されている